# Las Vegas Desert Classic
Las Vegas Desert Classic byl šipkařský turnaj organizovaný společností Professional Darts Corporation (PDC), který se konal od roku 2002 do roku 2009 v červenci v Las Vegas. První čtyři roky se turnaj hrál v hotelu MGM Grand Las Vegas, poté se přesunul do hotelu Mandalay Bay na jižním konci Stripu.
Kvůli časovému rozdílu mezi Spojeným královstvím a USA se zápasy hrály ráno místního času, aby mohli diváci ve Velké Británii turnaj sledovat živě na Sky Sports v hlavním vysílacím čase.
Formát turnaje se v průběhu let měnil. V roce 2002 se hrálo na sety, přičemž set hráč získal ovládnutím 4 legů. O rok později byly sety zrušeny a zavedeny byly skupiny, kdy z každé postoupil jeden hráč do čtvrtfinále. V letech 2004 a 2005 byly skupiny opět zrušeny a znovu se hrálo na sety, přičemž k získání jednoho stačilo vyhrát 3 legy. Stejný formát platil i v roce 2006 s tou výjimkou, že se v prvním kole hrálo na legy. Ve zbývajících třech letech se opět hrálo jen na legy.
Phil Taylor ovládl pět z osmi ročníků, ve zbývajících letech vyhráli Peter Manley, John Part a Raymond van Barneveld.
Turnaj se konal naposledy v roce 2009, poté byl nahrazen novým turnajem Tropicana World Series. Ten ale není vysílán v televizi.

## Seznam finálových zápasů
| Rok  | Vítěz (průměr ve finále)       | Skóre     | Finalista (průměr ve finále)  | Finanční odměna | Finanční odměna | Finanční odměna | Sponzor        |
| Rok  | Vítěz (průměr ve finále)       | Skóre     | Finalista (průměr ve finále)  | Celkem          | Vítěz           | Finalista       | Sponzor        |
| ---- | ------------------------------ | --------- | ----------------------------- | --------------- | --------------- | --------------- | -------------- |
| 2002 | Phil Taylor (103.98)           | 3–0 (s)   | Ronnie Baxter (98.46)         | 58 000 $        | 20 000 $        | 10 000 $        | –⁠              |
| 2003 | Peter Manley (96.81)           | 16–12 (l) | John Part (95.07)             | 88 000 $        | 22 000 $        | 10 000 $        | –⁠              |
| 2004 | Phil Taylor (100.80)           | 6–4 (s)   | Wayne Mardle (95.22)          | 84 100 £        | 15 000 £        | 7 500 £         | –⁠              |
| 2005 | Phil Taylor (101.97)           | 6–1 (s)   | Wayne Mardle (94.77)          | 84 100 £        | 15 000 £        | 7 500 £         | –⁠              |
| 2006 | John Part (92.79)              | 6–3 (s)   | Raymond van Barneveld (92.85) | 90 500 £        | 15 000 £        | 7 500 £         | PartyPoker.com |
| 2007 | Raymond van Barneveld (101.55) | 13–6 (l)  | Terry Jenkins (92.37)         | 120 000 £       | 20 000 £        | 10 000 £        | –⁠              |
| 2008 | Phil Taylor (105.53)           | 13–7 (l)  | James Wade (92.26)            | 120 000 £       | 20 000 £        | 10 000 £        | PartyPoker.com |
| 2009 | Phil Taylor (102.21)           | 13–11 (l) | Raymond van Barneveld (98.52) | 182 000 £       | 30 000 £        | 15 000 £        | PartyPoker.com |

## Seznam finálových zápasů žen
| Rok  | Vítěz (průměr ve finále) | Skóre   | Finalista (průměr ve finále) | Finanční odměna | Finanční odměna | Finanční odměna | Sponzor        |
| Rok  | Vítěz (průměr ve finále) | Skóre   | Finalista (průměr ve finále) | Celkem          | Vítěz           | Finalista       | Sponzor        |
| ---- | ------------------------ | ------- | ---------------------------- | --------------- | --------------- | --------------- | -------------- |
| 2002 | Deta Hedman              | 2–1 (s) | Crissy Manley                | 50 000 £        | 25 000 £        | 10 000 £        | PartyPoker.com |
| 2003 | Stacy Bromberg           | 6–4 (l) | Deta Hedman                  | 50 000 £        | 25 000 £        | 10 000 £        | PartyPoker.com |
| 2004 | Trina Gulliver           | 6–5 (l) | Stacy Bromberg               | 50 000 £        | 25 000 £        | 10 000 £        | PartyPoker.com |
| 2005 | Trina Gulliver           | 6–1 (l) | Deta Hedman                  | 50 000 £        | 25 000 £        | 10 000 £        | PartyPoker.com |